# Velika nagrada Portugala

## Pobjednici

### Višestruki pobjednici (vozači)
| Pobjede | Vozač          | Pobjednička godina  |
| ------- | -------------- | ------------------- |
| 3       | Alain Prost    | 1984., 1987., 1988. |
| 3       | Nigel Mansell  | 1986., 1990., 1992. |
| 2       | Stirling Moss  | 1958., 1959.        |
| 2       | Lewis Hamilton | 2020., 2021.        |

### Višestruki pobjednici (konstruktori)
| Pobjede | Konstruktor | Pobjednička godina                       |
| ------- | ----------- | ---------------------------------------- |
| 6       | Williams    | 1986., 1991., 1992., 1994., 1995., 1996. |
| 3       | McLaren     | 1984., 1987., 1988.                      |
| 2       | Cooper      | 1959., 1960.                             |
| 2       | Ferrari     | 1989., 1990.                             |
| 2       | Mercedes    | 2020., 2021.                             |

### Pobjednici po godinama
| Godina        | Vozač              | Bolid            | Lokacija     |
| ------------- | ------------------ | ---------------- | ------------ |
| 1958.         | Stirling Moss      | Vanwall          | Porto        |
| 1959.         | Stirling Moss      | Cooper-Climax    | Monsanto     |
| 1960.         | Jack Brabham       | Cooper-Climax    | Porto        |
| 1961. - 1983. | Nije održana       | Nije održana     | Nije održana |
| 1984.         | Alain Prost        | McLaren-TAG      | Estoril      |
| 1985.         | Ayrton Senna       | Lotus-Renault    | Estoril      |
| 1986.         | Nigel Mansell      | Williams-Honda   | Estoril      |
| 1987.         | Alain Prost        | McLaren-TAG      | Estoril      |
| 1988.         | Alain Prost        | McLaren-Honda    | Estoril      |
| 1989.         | Gerhard Berger     | Ferrari          | Estoril      |
| 1990.         | Nigel Mansell      | Ferrari          | Estoril      |
| 1991.         | Riccardo Patrese   | Williams-Renault | Estoril      |
| 1992.         | Nigel Mansell      | Williams-Renault | Estoril      |
| 1993.         | Michael Schumacher | Benetton-Ford    | Estoril      |
| 1994.         | Damon Hill         | Williams-Renault | Estoril      |
| 1995.         | David Coulthard    | Williams-Renault | Estoril      |
| 1996.         | Jacques Villeneuve | Williams-Renault | Estoril      |
| 1997. - 2019. | Nije održana       | Nije održana     | Nije održana |
| 2020.         | Lewis Hamilton     | Mercedes         | Portimão     |
| 2021.         | Lewis Hamilton     | Mercedes         | Portimão     |